# Tamakautoga
Tamakautoga is een van de 14 dorpen van Niue en telt 157 inwoners (2006). Het dorp grenst met de klok mee aan Alofi, Avatele en de Stille Oceaan. Daarnaast raakt Avatele Hakupu op een punt in het uiterste oosten. 

## Geografie
Het centrum van Tamakautoga ligt 5 kilometer ten zuiden van Alofi op 50 meter boven de zeespiegel en maakt deel uit van het historische stammengebied Tafiti, dat de zuidelijke helft van het eiland beslaat. 
Het dorpscentrum ligt samen met Avatele aan Avatele Bay, die in het zuiden wordt begrensd door de kaap Tepa Point in Avatele en in het noorden door Halagigie Point op de grens met Alofi. De internationale luchthaven, grotendeels in Alofi, ligt gedeeltelijk op het grondgebied van Tamakautoga.

## Politiek
Bij de parlementsverkiezingen van 2011 kon Peter Funaki zijn zetel voor Tamakautoga behouden; hij was de enige kandidaat.

## Demografie
Demografische evolutie:
- 1986: 182
- 1997: 150
- 2001: 140
- 2006: 157

## Bezienswaardigheden
- Tamakautoga Reef Track is een kustpad dat toegang verschaft tot een aantal bezienswaardige stranden. Bij hoogtij dient echter voorzichtigheid te worden betracht omdat bepaalde stranden volledig onder het wassende water kunnen verdwijnen.